# Вилхелм Стари фон Валдбург-Траухбург
Вилхелм Стари фон Валдбург-Траухбург (на немски: Wilhelm 'der Alte", Freiherr Truchsess von Waldburg; * 1470; † 17 март 1557) е фрайхер и „трушсес“ на Валдбург, господар на Шер и Траухбург, фогт на Аугсбург, пратеник на Швабския съюз, най-главен фелд-хауптман и дворцов-майстер на крал Фердинанд и съветник на император Карл V. От 1521 до 1525 г. той е назначен от императора за щатхалтер на Вюрттемберг. За постиженията му „трушсесите“ от фамилията Валдбург са номинирани на наследствени имперски „трушсеси“.

## Биография
Той е син на Йохан I Стари фон Валдбург-Траухбург (1438 – 1504), фогт в Горна Швабия, и съпругата му графиня Анна фон Йотинген (1450 – 1517), дъщеря на Вилхелм I фон Йотинген († 1467) и Беатрикс дела Скала († 1486). Внук е на „златния рицар“ Якоб I фон Валдбург-Траухбург († 1460) и Урсула фон Хахберг-Заузенберг († 1485). Брат е на Якоб II фон Валдбург († 1505), Фридрих фон Валдбург (1484 – 1554), господар на Вилденхоф-Ландсберг, и на Барбара фон Валдбург († 1531), омъжена за Каспар Нотхафт фон Вернберг († 1520). Вилхелм поема господствата след смъртта на баща му и на брат му Якоб II фон Валдбург през 1505 г.
Вилхелм следва право в Тюбинген и Павия. На 27 юни 1495 г. той започва служба при херцог Лудовико Сфорца от Милано. През 1498 г. е назначен от херцог Албрехт III Храбри от Саксония за управител на Фризия. Синът на Албрехт Георг Брадати го прави регент на провинция Фризия и го изпраща през 1504 г. за съюзнически преговори при крал Хенри VII от Англия. Вилхелм е номиниран на 17 юли 1504 г. в Гринуич за английски хауптман и през пролетта на 1505 г. завършва искания саксонско-английски съюз. Той е издигнат в Констанц на имперски фрайхер на 16 юни 1507 г.
На 1 април 1515 г. Вилхелм и съпругата му Сибила фон Валдбург-Зоненберг поставят основателния камък за новата поклонническа църква Св. Йоан Баптист. На камъка са показани Валдбургите и герба на Зоненбергите.
Вилхелм Стари ръководи вюртембергския парламент през ноември 1531, юни 1532 и май 1533 г. Той е до дълбока старост на политически служби. През 1550 г. се оттегля и предава на синът си Вилхелм Млади управлението на господствата му.
Вилхелм фон Валдбург умира на 17 март 1557 г. на 87 години и е погребан до съпругата му в дворцовата църква в Шер при Зигмаринген.

## Фамилия
Вилхелм фон Валдбург се жени 1507 г. за Сибила фон Валдбург-Зоненберг (* 24 юли 1536; † 6 ноември 1536), най-голямата дъщеря наследничка на граф Йохан фон Валдбург-Зоненберг († 1510) и графиня Йохана фон Залм († 1510). Те имат шест деца:
- Кристоф фон Валдбург-Траухбург (* 27 април 1509; † 24 ноември 1535, Милано)
- Якоб III фон Валдбург-Траухбург (* 14 декември 1512; † 9 декември 1542, в битката при Пеща, Унгария), фрайхер и „трушсес“ на Валдбург, императорски полковник-лейтенант, женен пр. 24 юни 1539 г. в Зигмаринген за графиня Йохана фон Хоенцолерн-Зигмаринген († сл. 23 юни 1550)
- Ото фон Валдбург (* 25 февруари 1514, Шер; † 2 април 1573, Рим), епископ на Аугсбург (1543) и кардинал (1544)
- Катарина фон Валдбург-Траухбург († 11 март 1561), омъжена 1534 г. за фрайхер Йохан Кристоф фон Фалкенщайн-Ебринген, фогт в Елзас († 2 ноември 1568)
- Емеренциана фон Валдбург (* 22 януари 1517)
- Вилхелм Млади фон Валдбург-Траухбург (* 6 март 1518; † 17 януари 1566), фрайхер и „трушсес“ на Валдбург, императорски съветник и кемерер, женен 1545 г. за графиня Йохана фон Фюрстенберг (* 12 май 1529; † 3 септември 1589)